# Medaglia d'oro della città di Milano

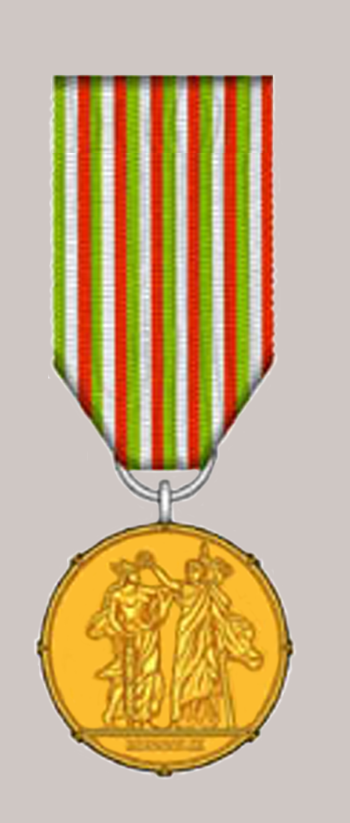
Medaglia d'oro della città di Milano.

La medaglia d'oro della città di Milano è una decorazione militare francese, emessa nel 1909 in occasione del cinquantenario della campagna d'Italia del 1859. 
È stata conferita alle bandiere di tutti i battaglioni dei cacciatori a piedi che combatterono in quella campagna, e cioè: 
1º, 5º, 6º, 8º, 10º, 11º, 15º, 17º, 18º e 19º battaglione dei Cacciatori a piedi della Guardia.
Il 10° si distinse particolarmente a Solferino, con quattro decorazioni alla bandiera. 
Esso, unico tra i battaglioni coinvolti, ricevette anche la Legion d'Onore per aver catturato le insegne del battaglione di granatieri Prinz Gustav von Vasa 60.